# 会审公堂旧址
会审公堂旧址位于中国福建省厦门市鼓浪屿，是全国重点文物保护单位鼓浪屿近代建筑群的子项目之一。
会审公堂是鼓浪屿当时的司法机构，裁决中外纠纷案件，行使租界司法权。20世纪30年代起该机构租用黄仲涵花园住宅办公，即为现位于的笔山路建筑。院内两座建筑基本对称，形式简洁，立面圆平组合，较和谐。